# Campionati del mondo di ciclismo su strada 2003 - Cronometro femminile Junior
La cronometro femminile Junior dei Campionati del mondo di ciclismo su strada 2003 si svolse il 7 ottobre 2003 con partenza ed arrivo a Hamilton, in Canada, su un percorso totale di 15,0 km. La medaglia d'oro fu vinta dalla tedesca Bianca Knöpfle con il tempo di 22'17"08 alla media di 40,388 km/h, la argento dall'olandese Loes Markerink e la bronzo dall'altra olandese Iris Slappendel.
Partenza ed arrivo per 34 cicliste.

## Ordine d'arrivo (Top 10)
| Pos. | Corridore          | Squadra     | Tempo    |
| ---- | ------------------ | ----------- | -------- |
| 1    | Bianca Knöpfle     | Germania    | 22'17"08 |
| 2    | Loes Markerink     | Paesi Bassi | a 16"52  |
| 3    | Iris Slappendel    | Paesi Bassi | a 30"93  |
| 4    | Laura Telle        | Lettonia    | a 31"52  |
| 5    | Magdalena Zamolska | Polonia     | a 34"91  |
| 6    | Stephanie Williams | Australia   | a 37"42  |
| 7    | Sara Peeters       | Belgio      | a 42"97  |
| 8    | Emmanuelle Merlot  | Francia     | a 43"34  |
| 9    | Larssyn Staley     | Stati Uniti | a 47"65  |
| 10   | Chiara Nadalutti   | Italia      | a 49"10  |